# Aurignac-Spitze

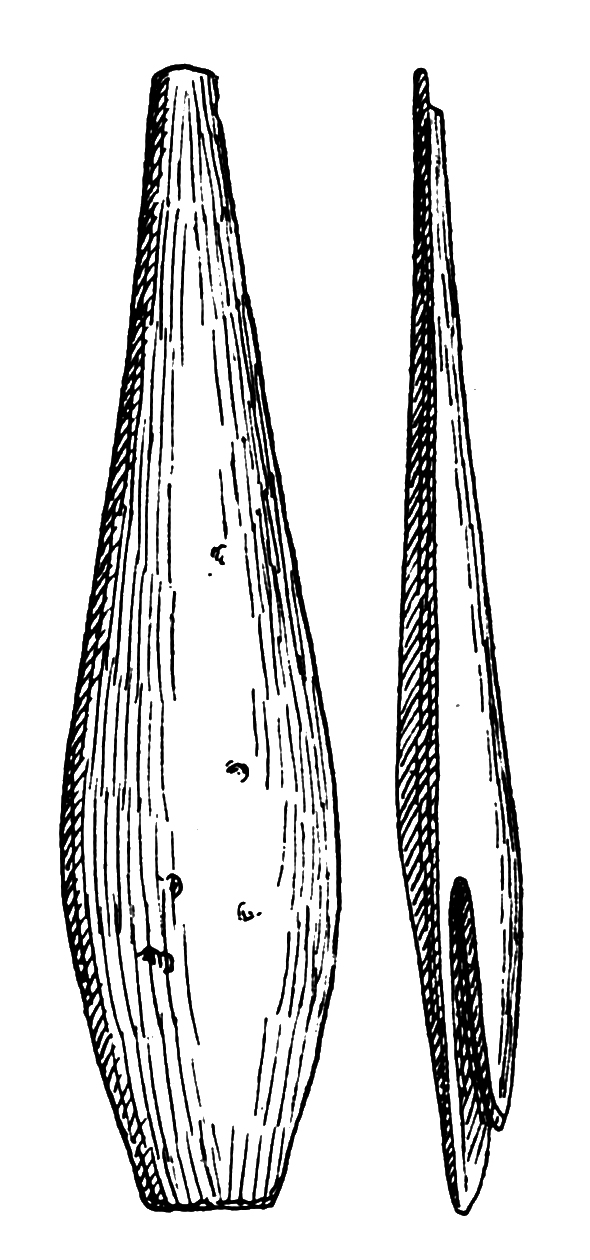
Knochenspitze mit gespaltener Basis

Der Begriff Aurignac-Spitze wurde um 1900 von Henri Breuil eingeführt, als Synonym für Geschoss-Spitzen mit gespaltener Basis. Sie ist das kennzeichnende Gerät des frühen Aurignacien, der ältesten archäologischen Kultur des Jungpaläolithikums. Wegen der geringeren Elastizität von Elfenbein und Knochen sind Aurignac-Spitzen meist aus Geweih hergestellt.
Fundstellen mit Aurignac-Spitzen sind beispielsweise das Geißenklösterle (11 Stück), die Vogelherdhöhle (6 Stück) und die Istállós-kő-Höhle.